# Cladonia pyxidata
Cladonia pyxidata, auch als Echte Becherflechte bezeichnet, ist eine sehr variable Flechte aus der Gattung Cladonia, die gräulichgrün bis graubraun sein kann und meist recht breite becherförmige Gebilde auf einem kurzen Stiel ausbildet. Die Podetien sind meist grau. An sonnigen Stellen können diese auch bräunlich sein. Der nur max. 1,5 cm lange Stiel geht allmählich in einen bis zu 8 mm breiten Becher über. Der Becherrand ist mit kleinen, dunkelbraunen Pyknidien versehen. Es gibt auch grundständige, kleine blättchenartige, dicht stehende Gebilde, die meist etwas eingerollt sind und ebenfalls graugrünlich sind. Apothecienbildung ist relativ selten. Diese sind meist gestielt und bräunlich.
Die Art besiedelt Erdboden, Humus, morsches Holz, aber auch Steine und trockene Felsen. Es handelt sich um eine in ganz Europa verbreitete und häufige Flechte. Generell gilt die Echte Becherflechte als eine der häufigsten Arten aus der Gattung Cladonia.

## Medizinische Verwendung
Die Becherflechte wurde als Herba ignis gegen Keuchhusten und Fieber eingesetzt.